# Helike (vệ tinh)
Helike /ˈhɛlɪkiː/, hay còn được gọi là Jupiter XLV là một vệ tinh tự nhiên của Sao Mộc. Vệ tinh này được phát hiện bởi một nhóm các nhà thiên văn học từ Đại học Hawaii do Scott S. Sheppard dẫn đầu vào năm 2003, và tên được chỉ định tạm thời là S/2003 J 6.
Helike có đường kính khoảng 4 km, và quay quanh quỹ đạo của sao Mộc với quãng đường trung bình 20.540.000 km trong 601,402 ngày, với độ nghiêng 155° so với mặt phẳng hoàng đạo (156° so với xích đạo của Sao Mộc), nghịch hướng và với độ lệch tâm là 0,1375. Tốc độ quỹ đạo trung bình của vệ tinh này là 2,48 km/s.
Helike được đặt tên chính thức vào tháng 3 năm 2005, lấy tên của một trong những nữ thần nuôi dưỡng thần Zeus trong thời thơ ấu ở đảo Crete.
Helike là vệ tinh thuộc nhóm Ananke.